# Muhacir

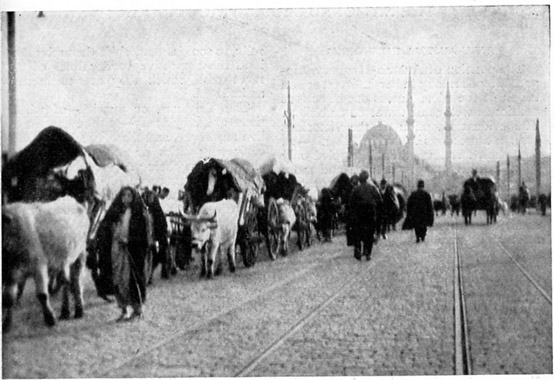
Muhacirs arribant a Istanbul, Turquia, el 1912.

Muhacir, Macırlar, o Muhajir, és un terme emprat per referir-se a uns 10 milions de ciutadans otomans musulmans, i als seus descendents nascuts després de l'inici de la dissolució de l'Imperi Otomà (incloent-hi turcs, albanesos, bosníacs, musulmans grecs, circassians, tàtars de Crimea i pomaks), que van emigrar a Anatòlia des de finals del segle xviii fins a finals del segle xx, principalment per escapar de la persecució als seus països d'origen. Avui dia, entre un terç i un quart de la població de Turquia són descendents d'aquests muhacirs.
Inicialment, entre 5 i 7 milions d'emigrants musulmans de regions hostils van arribar a l'Anatòlia otomana entre el 1783 i el 1914. L'afluència d'emigració a finals del segle xix i a principis del segle XX era deguda a la pèrdua de gairebé tots els territoris otomans durant la Guerra dels Balcans de 1912-13 i la Primera Guerra Mundial. Aquests muhacirs, or refugiats, veien l'Imperi Otomà, i subseqüentment la República de Turquia, com una "pàtria" protectora. Bona part dels muhacirs van escapar a Anatòlia van escapar a Anatòlia a conseqüència de la persecució generalitzada d'otomans musulmans que va ocórrer durant els últims anys de l'imperi.
Posteriorment, amb l'establiment de la República de Turquia el 1923, va seguir arribant un gran nombre de turcs, a més d'altres musulmans, dels Balcans, del Mar Mort, del Caucas, de les Illes Egees, de Xipre, del Sanjaq d'Alexandreta (Hatay), de l'Orient Mitjà i de la Unió Soviètica, la major part dels quals es va establir en zones urbanes del nord-oest d'Anatòlia. La dècada de 1930 hi havia dos milions de musulmans establerts a Turquia. La majoria eren dels Balcans, on havien sofert discriminació i agressivitat. Hi va haver noves onades de turcs i musulmans expulsats de Bulgària i Iugoslàvia entre el 1951 i el 1953.